# (19226) Peiresc
(19226) Peiresc  es un asteroide perteneciente al cinturón de asteroides, descubierto el 15 de septiembre de 1993 por Eric Walter Elst desde el Observatorio de La Silla, en Chile.

## Designación y nombre
Peiresc se designó inicialmente como 1993 RA8.
Más adelante fue nombrado en honor al astrónomo y erudito francés Nicolas-Claude Fabri de Peiresc (1580-1637).

## Características orbitales
Peiresc orbita a una distancia media del Sol de 3,3459 ua, pudiendo acercarse hasta 3,1999 ua y alejarse hasta 3,4918 ua. Tiene una excentricidad de 0,0436 y una inclinación orbital de 8,0476° grados. Emplea en completar una órbita alrededor del Sol 2235 días.

## Características físicas
Su magnitud absoluta es 12,8. Tiene 12,785 km de diámetro. Su albedo se estima en 0,082.